# Левтеев, Сергей Вадимович
Сергей Вадимович Левтеев — председатель правления IBA Group.

## Биография
Сергей Левтеев родился 14 августа 1955 года в Приморском крае, РСФСР, в семье военного. В возрасте 15 лет переехал с семьей в Минск, Белорусская ССР.

### Образование
В 1972 году поступил в Минский радиотехнический институт (сегодня — Белорусский государственный университет информатики и радиоэлектроники (БГУИР), на факультет автоматики и вычислительной техники. Окончил его с отличием.

### Работа
По распределению работал наладчиком вычислительной техники на заводе электронных вычислительных машин им. Г. К. Орджоникидзе (сегодня — Минское производственное объединение вычислительной техники (МПОВТ). На этом предприятии, которое в те годы было одним из ведущих в ИТ-индустрии СССР, с почти пятнадцатью тысячами сотрудников, Сергей Вадимович получил обширный опыт работы в качестве инженера-электронщика, пройдя все ступени профессионального и карьерного роста.
С 1985 по 1989 годы работал в Финляндии в области продвижения советской вычислительной техники на скандинавском рынке. По возвращении вступил в должность заместителя генерального директора БелНПОВТ. Занимая эту руководящую позицию, С. В. Левтеев получил опыт в управлении крупным предприятием, который впоследствии использовал в руководстве IBA Group.
C 2005 года является Председателем правления IBA Group. В том же 2005 году головной офис IBA Group был перенесен из Минска в Прагу. С этого времени С В Левтеев является резидентом Чешской Республики.
С 1998 по 2022 С. В. Левтеев открыл более 10 офисов и центров разработки в разных странах: США (1998, офис), Чехия (1999, центр разработки), Германия (2000, офис), Беларусь (2001 и 2006, центры разработки), Казахстан (2011 и 2021, центры разработки), Украина и ЮАР (2012, офисы), Словакия (2015, центр разработки), Болгария (2018, центр разработки), Польша (2021, центр разработки), Хорватия (2022, офис), Грузия, Литва и Сербия (2022, центры разработки),
В 2018 году IBA Group вступила в сеть Глобального договора ООН, крупнейшей в мире инициативы в области корпоративной устойчивости. Ежегодно IBA Group публикует отчеты о корпоративной социальной ответственности (за 2018, 2019, 2020 года).